# Jean Pierre Fontenay
Jean Pierre Fontenay (nacido el 24 de junio de 1957) es un piloto de rallies francés, ganador en 1994 de la FIA Marathon Cup y ganador del Rally Dakar de 1998 con un Mitsubishi Motors. Ganó la etapa entre Nuakchot y San Luis, con 151 kilómetros cronometrados.

## Carrera deportiva
Es piloto especializado de rally raid, empezó compitiendo profesionalmente como copiloto en el Rally Dakar en coches corriendo con los pilotos André Costa en el 1983 y Jean-Pierre Jaussaud en 1984 y 1985.
En el Rally Dakar de 1986 compitió por primera vez en camiones, como copiloto de Jacques Houssat, logrando un sexto puesto.
Empezó a competir como pilotos en coches con la escudería Mitsubishi en multiples torneos de rallies junto a Bruno Musmarra, logro su primer podio con el tercer puesto.
En el Rally Dakar de 1996 junto a Bruno lograron su primer subcampeonato, pese a ganar 5 etapas, fueron superados por su compañero de equipo Kenjiro Shinozuka por 4 minutos y 16 segundos.
En el 1998 cambio de copiloto de rallies tras el fallecimiento de Bruno Musmarra, junto a Gilles Picard lograron ganar su primer Dakar por encima de sus perseguidores Kenjiro Shinozuka por 1 hora, 45 minutos y 44 segundos y Bruno Saby por 1 hora, 51 minutos y 1 segundo.
En el Rally Dakar de 1999, tras sufrir numerosos atascos al inicio de la carrera en Marruecos, tuvo un rol secundario como apoyo a sus compañeros Jutta Kleinschmidt y Miguel Prieto Pérez. Terminó noveno a más de ocho horas de Jean-Louis Schlesser y su buggy, quien se alzó con la victoria.
En 2003, Jean-Pierre Fontenay participó en su último Dakar como piloto, al no aceptar las nuevas propuestas de su equipo Mitsubishi quienes darían más confianza a Hiroshi Masuoka, sin embargo logró subir al segundo puesto del torneo, por detrás de Masuoka por una diferencia de 1 hora, 52 minutos y 12 segundos, aprovechando los contratiempos de Stephane Peterhansel, quien perdió el rally en el último día en Sinaí, logrando el sexto puesto.

## Palmarés
- Vencedor del Rally Dakar de 1998 (2º en 1997 y 2003; 3º en 1995 y 1996)
- Vencedor del Rally París-Pekín en 1992 y 1995
- Vencedor del Abu Dhabi Desert Challenge en el 1998.
- Vencedor del Baja Cerdeña en 1993.

## Rally Dakar
| Año                           | Categoría                   | Copiloto                    | Vehículo                    | Posición                    | Etapas                      |
| Participaciones como piloto   | Participaciones como piloto | Participaciones como piloto | Participaciones como piloto | Participaciones como piloto | Participaciones como piloto |
| ----------------------------- | --------------------------- | --------------------------- | --------------------------- | --------------------------- | --------------------------- |
| 1989                          | Coches                      | Bruno Musmarra              | Mitsubishi Pajero           | 7.º                         | -                           |
| 1990                          | Coches                      | Bruno Musmarra              | Mitsubishi Pajero           | Ret.                        | -                           |
| 1991                          | Coches                      | Bruno Musmarra              | Mitsubishi Pajero           | 3.º                         | -                           |
| 1993                          | Coches                      | Bruno Musmarra              | Mitsubishi Pajero           | 12.º                        | 2                           |
| 1994                          | Coches                      | Bruno Musmarra              | Mitsubishi Pajero           | Ret.                        | -                           |
| 1995                          | Coches                      | Bruno Musmarra              | Mitsubishi Pajero           | 4.º                         | 3                           |
| 1996                          | Coches                      | Bruno Musmarra              | Mitsubishi Pajero           | 4.º                         | 3                           |
| 1997                          | Coches                      | Bruno Musmarra              | Mitsubishi Pajero           | 2.º                         | 5                           |
| 1998                          | Coches                      | Gilles Picard               | Mitsubishi Pajero           | 1.º                         | 5                           |
| 1999                          | Coches                      | Gilles Picard               | Mitsubishi Pajero           | 9.º                         | 3                           |
| 2000                          | Coches                      | Gilles Picard               | Mitsubishi Pajero           | 3.º                         | 2                           |
| 2001                          | Coches                      | Gilles Picard               | Mitsubishi Pajero           | 6.º                         | 1                           |
| 2002                          | Coches                      | Gilles Picard               | Mitsubishi Pajero           | 4.º                         | 1                           |
| 2003                          | Coches                      | Gilles Picard               | Mitsubishi Pajero           | 2.º                         | -                           |
| Participaciones como copiloto |                             |                             |                             |                             |                             |
| 1983                          | Coches                      | André Costa                 | Mercedes Benz               | 13.º                        | -                           |
| 1984                          | Coches                      | Jean-Pierre Jaussaud        | Mercedes Benz               | Ret.                        | -                           |
| 1985                          | Coches                      | Jean-Pierre Jaussaud        | De Léotard                  | Ret.                        | -                           |
| 1986                          | Camiones                    | Jacques Houssat             | Mercedes Benz               | 6.º                         | -                           |
| Fuente:                       |                             |                             |                             |                             |                             |